# Consuetudo
Consuetudo (lat. für „Gewohnheit“, „Gepflogenheit“; pl. consuetudines) ist ein Begriff, der sowohl im rechtswissenschaftlichen als auch religiösen Sinne gebraucht wird.
Im rechtswissenschaftlichen Sinne ist die (longa) consuetudo eine Voraussetzung für Gewohnheitsrecht, insbesondere im antiken Rom, wo die hergebrachten Gebräuche und Sitten (fas, mores), die im Einklang mit der göttlichen Ordnung (pax deorum) stehen mussten, in die Zwölftafelgesetzgebung einflossen. Eine Theorie des Gewohnheitsrechts bildeten die vorklassischen Juristen der Republik nicht heraus, erst ab dem frühen 3. Jahrhundert wurde sie mit und nach Julian in den rechtlichen Diskurs eingebracht.
Weiterhin wird er auf klösterliche Gebräuche angewandt, so im Zusammenhang mit den von Ulrich von Zell verfassten Antiquiores consuetudines Cluniacensis monasterii. Christian Gnilka weist auf, dass der Begriff auch die heidnischen Religionen bezeichnen kann, die im Mittelalter nicht als Glauben, sondern als „Gewohnheit“ angesehen wurden. Im christlichen Sinn sind consuetudines Aufzeichnungen über Ordensregeln ergänzende rituelle Anweisungen beziehungsweise Regel-Auslegungen in den verschiedenen Ordensgemeinschaften. Bräuche werden auch in Ritualia und anderen Handbüchern des klösterlichen Lebens verzeichnet, so etwa im Codex Guta-Sintram.